# Herdé
El herdé (ka'do herdé, he'dé, zime) és una llengua txadiana pertanyent a la subdivisió de les llengües masses parlada per uns 40.000 individus a la prefectura Maio-Kebbi (sud-est del Txad).